# Hipòcrates VI
Hipòcrates VI (Hippocrates, Ἱπποκράτης) fou un metge de la dinastia dels Asclepíades, esmentat per Suides. Era fill de Timbreu de Cos que va tenir dos fills tots dos anomenats Hipòcrates (V i VI).